# Dicaeum
Dicaeum là một chi chim trong họ Dicaeidae.

## Hình ảnh

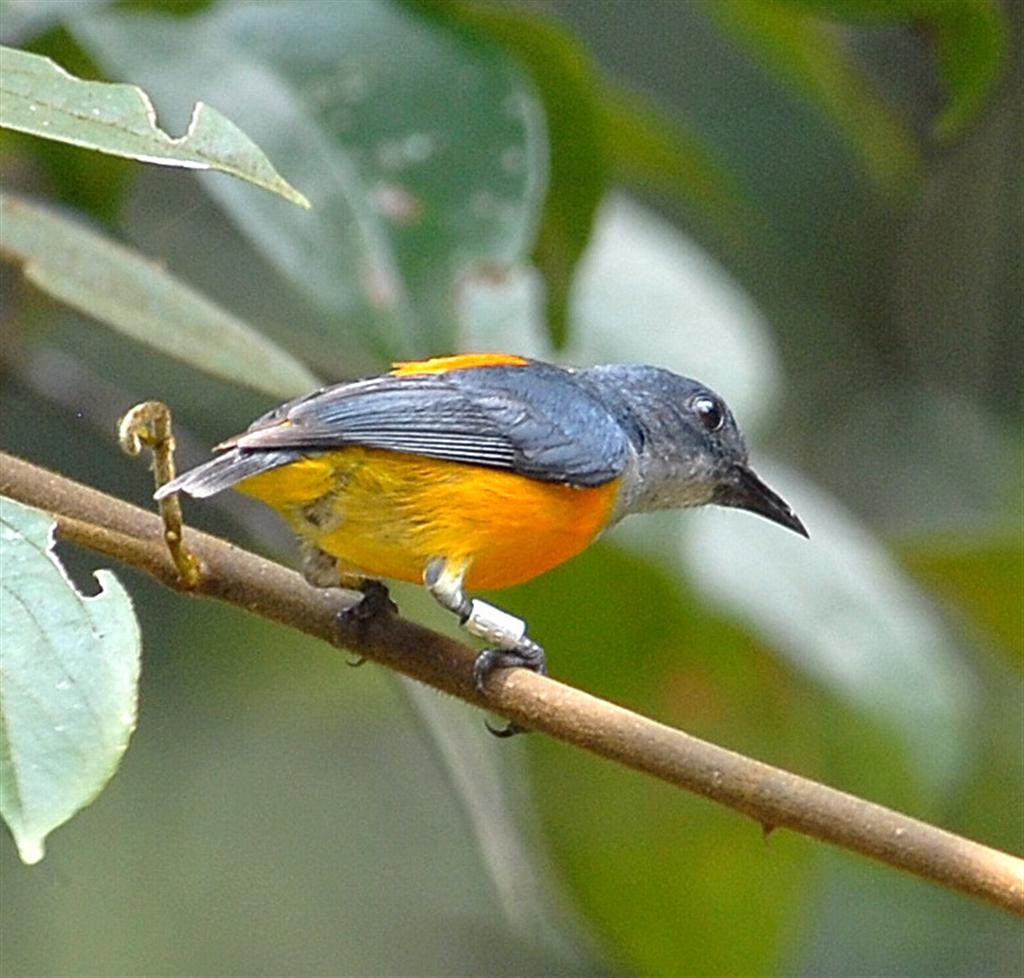
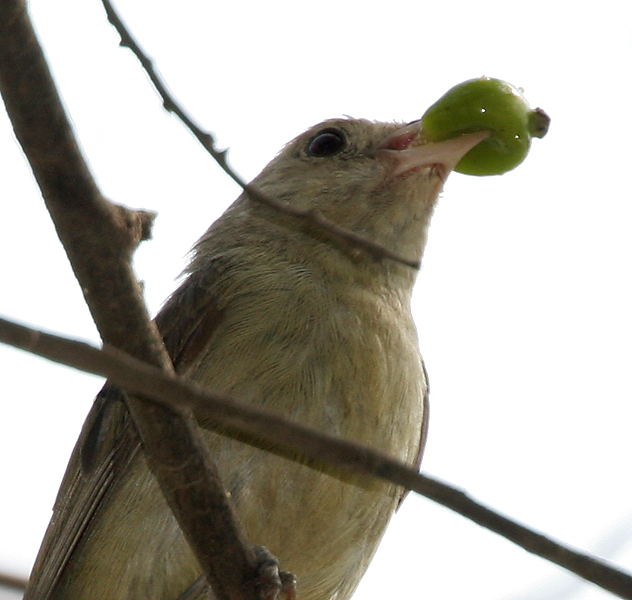
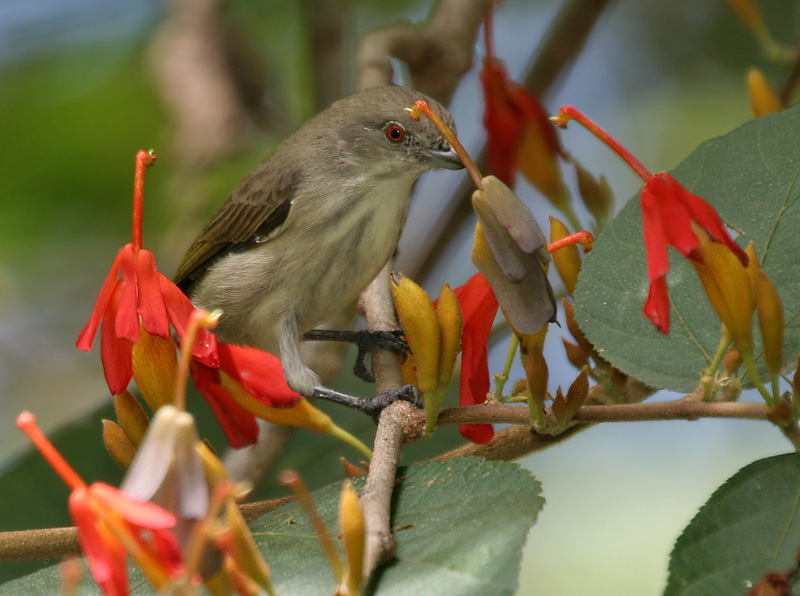
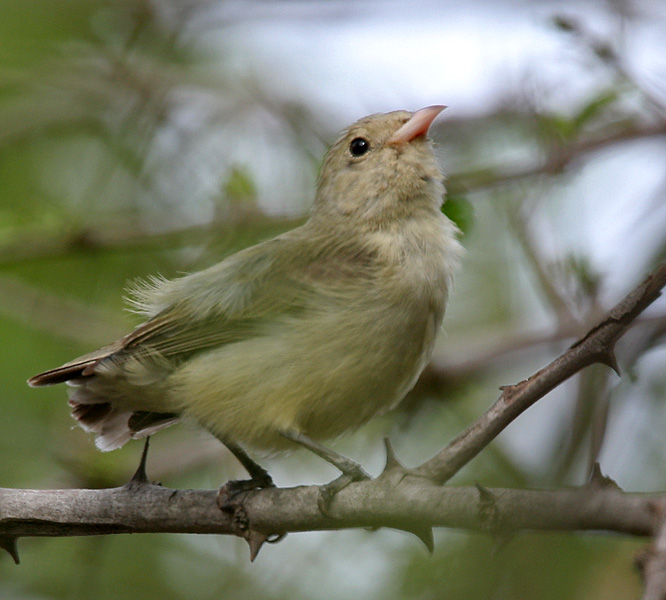

## Các loài
- Dicaeum annae
- Dicaeum agile
- Dicaeum aeruginosum
- Dicaeum everetti
- Dicaeum proprium
- Dicaeum chrysorrheum
- Dicaeum melanoxanthum
- Dicaeum vincens
- Dicaeum aureolimbatum
- Dicaeum nigrilore
- Dicaeum anthonyi
- Dicaeum bicolor
- Dicaeum australe
- Dicaeum haematostictum
- Dicaeum retrocinctum
- Dicaeum quadricolor
- Dicaeum trigonostigma
- Dicaeum hypoleucum
- Dicaeum erythrorhynchos
- Dicaeum concolor
- Dicaeum minullum
- Dicaeum virescens
- Dicaeum pygmaeum
- Dicaeum nehrkorni
- Dicaeum erythrothorax
- Dicaeum schistaceiceps
- Dicaeum vulneratum
- Dicaeum pectorale
- Dicaeum geelvinkianum
- Dicaeum nitidum
- Dicaeum eximium
- Dicaeum aeneum
- Dicaeum tristrami
- Dicaeum igniferum
- Dicaeum maugei
- Dicaeum hirundinaceum
- Dicaeum celebicum
- Dicaeum monticolum
- Dicaeum ignipectus
- Dicaeum sanguinolentum
- Dicaeum cruentatum
- Dicaeum trochileum